# 冯理达
冯理达（1925年11月23日—2008年2月8日），女，安徽巢县人，生于天津，中华人民共和国免疫学专家，中国人民解放军海军总医院原副院长，海军少将军衔。冯玉祥和李德全的长女。

## 生平
11岁时，全家搬到泰山居住。1943年从重庆南开中学高中毕业，考进成都药学专科学院。1944年9月，升入齐鲁大学医学院。1946年9月，随父母去美国，在加利福尼亚大学生物系学习。在美国期间，曾和留学生罗元铮一起任父亲冯玉祥的警卫、司机、秘书，协助冯玉祥与在美国的中共党员及民主人士接触。1947年，罗元铮与冯理达在美国加利福尼亚州的一个小镇“LOVE LOCK”（意为“爱锁”）结婚，冯玉祥为他们题写一副对联：“民主新伴侣，自由两先锋。”1948年8月冯理达回中国后，受毛泽东、刘少奇、周恩来、朱德等中共中央领导人的接见。1949年9月，作为中华人民共和国第一批留苏学生，到苏联列宁格勒医学院学习免疫学。在校期间，探索中西医结合方法，运用针灸提高白喉的免疫力，获列宁格勒科学奖。因成绩优秀，免考直升为免疫学研究生，1958年获免疫学副博士学位。
1959年2月，冯理达毕业归国，被分配至中国医学科学院流行病学微生物学研究所任职。历任中国医学科学院赴灾区研究浮肿与传染病关系的医疗队负责人、中华人民共和国卫生部及中国医学科学院02传染病中央工作组副组长、赴邢台地震区研究地震及传染病关系工作组负责人、中华人民共和国卫生部防治流脑工作组分组组长。
文革爆发后，父亲冯玉祥被指责为大军阀，母亲李德全被污蔑为大地主，冯理达和丈夫则被说成是美国和苏联派来的“双料特务”。1973年3月，根据周恩来指示，冯理达入伍，调入中国人民解放军海军总医院任职，历任传染科及临床实验科军医、免疫学研究室负责人。1975年12月加入中国共产党。1983年6月，出任中国人民解放军海军总医院副院长，1987年2月起兼任免疫研究中心主任。1987年2月，获评任主任医师，1999年12月晋升专业技术二级。她曾兼任中国癌症研究基金会顾问，全国中医学会副理事长，中国民间中医医药研究开发协会理事，全军中医学会副会长，北京市免疫学会副会长，北京中医学院名誉教授，世界医学气功学会副主席，全国妇联执行委员等职。她还是中国人民政治协商会议第八届常委，第七、九、十届委员，中国和平统一促进会常务理事。在担任全国政协委员和常委的20年间，常到基层倾听群众诉求，先后提出减免农业税及农村教育附加费、解决社会困难群体基本医疗保障、关注农村留守儿童和农民工子弟上学难问题等155项提案、53份书面发言。
冯理达提出了中国免疫学学科建设思想，对免疫微观学、免疫宏观学、免疫康复学等基础理论开展了研究。她领导成立了中国免疫学研究中心。1991年，冯理达被国务院、中央军委批准为“有突出贡献的早期归国定居专家”。1993年10月起，享受政府特殊津贴。她还被英国剑桥大学名人传记中心评为20世纪和21世纪世界500名人和世界2000名杰出科学家之一。
2008年2月8日，冯理达在北京病逝，享年83岁。

## 家庭
- 父：冯玉祥
- 母：李德全，冯玉祥的续弦，和冯玉祥育有二男三女。
- 妹：冯颖达
- 妹：冯晓达
- 兄：冯洪光
- 弟：冯洪达
- 丈夫：罗元铮[4]
- 子：罗悠真[4]